# Синани, Анатолий Исакович
Анатолий Исакович Синани (9 февраля 1942, Старо-Крымский район, Крымская АССР — 2 марта 2021) — советский и российский инженер-конструктор, специалист в области антенно-волноводной техники и антенных систем с электронным управлением лучом. Доктор технических наук (2006), заместитель генерального директора по научной работе — главный конструктор активных фазированных решёток НИИ приборостроения имени В. В. Тихомирова. Заслуженный конструктор Российской Федерации (2005).

## Биография
Родился 9 февраля 1942 года в селе Гельбрун Старо-Крымского района Крымской АССР.
Трудовую деятельность начал в 1965 году радиомонтажником в Конструкторском бюро приборостроения (с 1987 — НИИ приборостроения). В 1969 году окончил Московский авиационно-технологический институт по специальности «Авиационные приборы», остался в аспирантуре. В 1979 году защитил диссертацию на степень кандидата технических наук. Продолжил работать в бюро приборостроения инженером, ведущим инженером, начальником лаборатории, начальником отдела. С 1998 года — начальник научно-исследовательского отделения, главный конструктор антенных систем. С 2003 года — заместитель генерального директора по научной работе, главный конструктор активных фазированных решёток. В 2006 году присвоена учёная степень доктора технических наук.
В НИИ приборостроения работал над созданием фазированных антенных решёток (ФАР) нового поколения, применяющихся в различных комплексах, как то: истребители МиГ-31, Су-30МКИ, Су-30СМ, Су-35, Су-57, ЗРК «Бук-М2» и «Бук-М3». Являлся учеником Б. И. Сапсовича, возглавлял работы по созданию нового класса ФАР — активных фазированных антенных решёток. При непосредственном участии А. И. Синани создан ряд волноводных, микрополосковых и полупроводниковых устройств оригинальной конструкции. Учёному принадлежат более 70 изобретений и 180 научных трудов.
Умер 2 марта 2021 года. Похоронен на Игумновском кладбище в Раменском городском округе Московской области.

## Награды
- Заслуженный конструктор Российской Федерации (2005)[6]
- Почётный авиастроитель
- Почётный радист
- Премия имени министра радиопромышленности СССР П. С. Плешакова
- Премия имени В. В. Тихомирова[2]
- Орден «Профессионал России» (Российская геральдическая палата, 2012)[3]

## Семья
- Отец — Исак Калевович Синани (1912, Симферополь — 1987), участник Великой Отечественной и советско-японской войн, кавалер орденов Красной Звезды и Отечественной войны 1-й степени[7][8].
- Дядя — Марк Калевич Синани (1909, Симферополь — 1966, Москва), участник Великой Отечественной войны, кавалер ордена Красной Звезды[9]. Кандидат технических наук (1964)[10][11][12].